# مک‌نایتس‌تاون (پنسیلوانیا)
مک‌نایتس‌تاون (به انگلیسی: McKnightstown) یک منطقهٔ مسکونی در ایالات متحده آمریکا است که در شهرستان آدامز، پنسیلوانیا واقع شده‌است. مک‌نایتس‌تاون ۲٫۳ کیلومتر مربع مساحت و ۲۲۶ نفر جمعیت دارد و ۱۹۵٫۰۷ متر بالاتر از سطح دریا واقع شده‌است.